# Калужский кремль
Калужский кремль — несохранившаяся центральная часть исторических укреплений Калуги. 

## Описание
Согласно описи 1687 года Калужский кремль имел ромбовидный план с периметром стен около 1460 м. С юго-западной стороны его защищала Ока, с северо-западной — ручей Березуйка, с юго-востока — речка Городенка. С северо-востока кремль ограждал насыпной вал и глубокий ров с прудом, прорытый между Березуйкой и Городенкой. Кремль опоясывала рубленая стена с 12 башнями, из них четыре угловые были шестигранными. В крепость вели трое ворот: Ильинские, Покровские и Водяные. Башни первых двух ворот были пятигранными и соединялись с посадом деревянными мостами. У Покровской башни на крепостной стене находился шатёр с вестовым колоколом. Из кремля к Оке вёл тайник длиной 106,5 м, служивший для водоснабжения. Внутри кремля находилось три храма: Троицкий собор, Св. Алексея Митрополита и каменная церковь Св. Николая Чудотворца. Кроме них в кремле имелись деревянные административные и жилые постройки: воеводский двор, приказная изба, пороховой погреб, тюрьма, осадные дворы местных дворян, детей боярских и служилых людей.

## История
Согласно археологическим изысканиям, первоначальным местоположением Калуги являлось либо городище XI—XV веков в 2 км от юго-восточной окраины города при впадении речки Калужки в Оку, либо Симеоново городище XIV—XV веков, находящееся на высоком мысу над долиной Яченки, относящееся ко времени правления Симеона Гордого. Первое упоминание Калуги встречается в письме литовского князя Ольгерда константинопольскому патриарху Филофею от 1371, где Калужская крепость упоминается в числе крепостей, «несправедливо отнятых» у Литвы Москвой в ходе литовско-московской войны 1368—1372 годов.  Дмитрий Донской завещал её своему сыну Андрею. Когда Калуга временно входила в удельное Можайское княжество, семитысячное литовское войско в 1445 году осаждало Калугу, но сняло осаду, взяв с горожан откуп.
На новое, более пространное место, на высокий берег Оки между Березуйским и Городенским оврагами Калуга была перенесена, по-видимому, в конце правления Ивана III, который выделил её в удел своему сыну Семёну Ивановичу. По другой версии, Симеоново городище служило резиденцией Семёна, а перенос центра города на современное место произошёл позже, в течение XVI века. В 1606 году Калуга перешла на сторону Ивана Болотникова, который сделал её своим главным опорным пунктом и дополнительно укрепил её. Повстанцы успешно оборонялись в Калуге от царских войск при её осаде 1606—1607 годов. В дальнейшем Калуга стала «столицей» Лжедмитрия II. В 1617—1618 годах Калугу, осаждённую поляками, успешно оборонял князь Дмитрий Пожарский. Осенью 1618 года к Калуге подошло запорожское войско гетмана Петра Конашевича-Сагайдачного, которые смогли ворваться в острог и поджечь его. Уцелевшее население и гарнизон с трудом отбивались в кремле вплоть до 1 декабря, когда было заключено Деулинское перемирие.
В 1622 году едва отстроившийся город, включая кремль и острог, выгорел дотла во время большого пожара. Впоследствии, кремль и острог срубили заново, но острог составлял уже лишь четверть прежней площади. Новый кремль строился под руководством «государева мастера крепостного, тайницкого и колодезного дела» Анисима Радишевского.
В 1634 году на исходе Смоленской войны к Калуге подходил отряд литовцев, но гарнизон крепости отбил их нападение. Проезжавший Калугу в 1654 году Павел Алеппский упоминал строящующся рядом с кремлём нижнюю крепость, призванную защищать родники под горой, однако уже в следующем году она была уничтожена крупным разливом Оки. В 1659 году стена острога была заменена на рубленую. Согласно описи 1668 года кремль был уже весьма ветхим, из-за чего его стены были продублированы новым острогом. В 1677 году началась перестройка кремля, были срублены заново несколько проездных башен и стенных прясел.
В 1694—1695 годах кремль был дважды поверждён пожарами, после чего простоял некоторое время в незавершённом виде и был снесён. Крепостные валы были срыты в последней четверти XVIII века при утверждённом  Екатериной II новом плане застройки Калуги, не содержащем крепости.